# Culicoides sabroskyi
Culicoides sabroskyi är en tvåvingeart som beskrevs av Tokunaga 1959. Culicoides sabroskyi ingår i släktet Culicoides och familjen svidknott. Inga underarter finns listade i Catalogue of Life.